# Ufficio del Coordinatore degli affari inter-americani

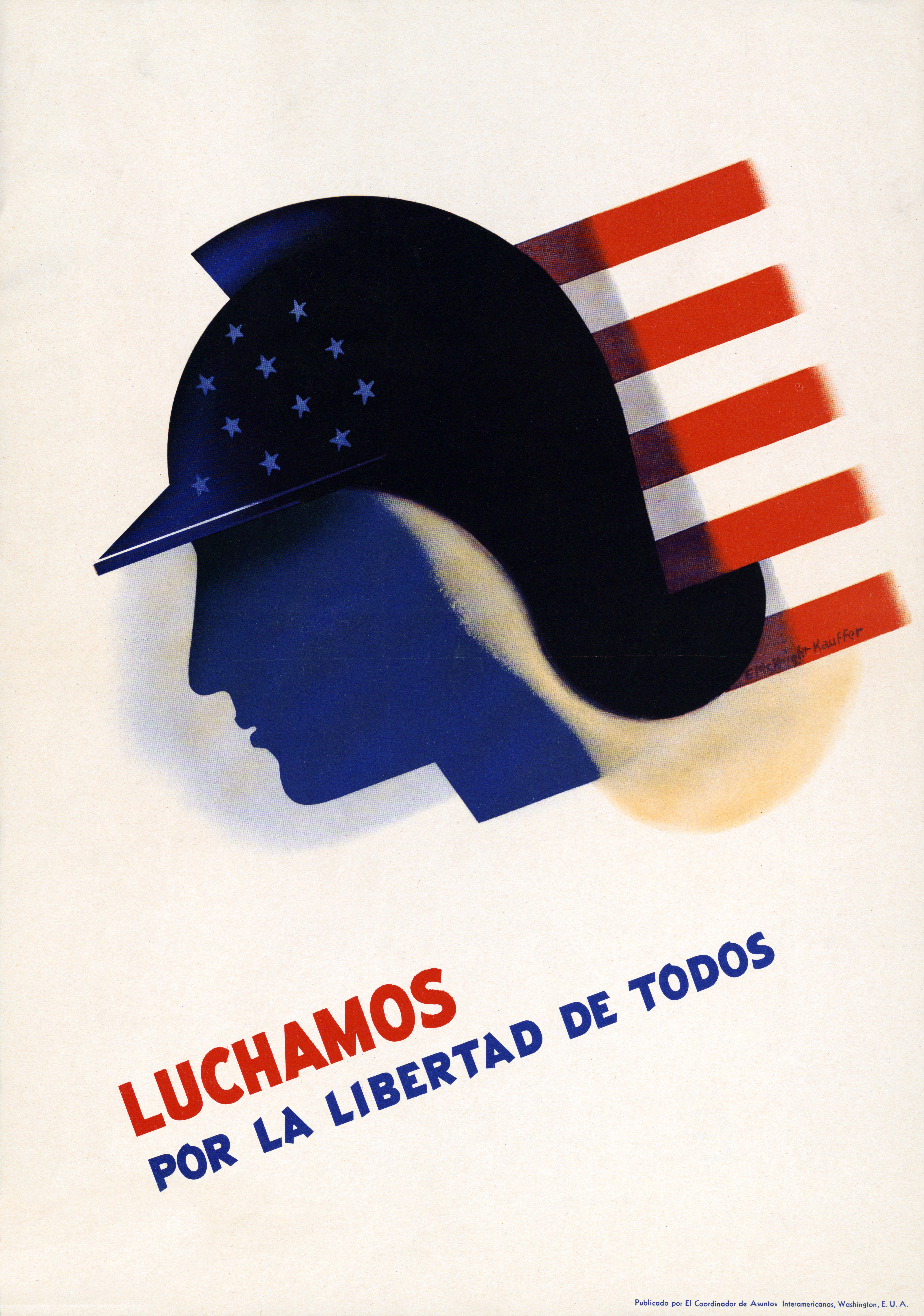
"Lottiamo per la libertà di tutti" - Manifesto OCIAA di Edward McKnight Kauffer, che promuove la solidarietà interamericana

L'Ufficio del Coordinatore degli affari inter-americani, in seguito noto come Ufficio per gli affari inter-americani, era un'agenzia statunitense che promuoveva la cooperazione interamericana negli anni '40, soprattutto nelle aree commerciali ed economiche (Panamericanismo). Ebbe inizio nell'agosto del 1940 come OCCCRBAR (Ufficio per il coordinamento delle relazioni commerciali e culturali tra le repubbliche americane) con Nelson Rockefeller come capo, nominato dal presidente Franklin Delano Roosevelt.
L'ufficio di coordinatore degli affari inter-americani nell'ufficio esecutivo del presidente fu formalmente istituito e promulgato dall'ordine esecutivo statunitense 8840 il 30 luglio 1941 dal presidente Roosevelt che nominò Nelson Rockefeller come coordinatore degli affari inter-americani (CIAA).
La funzione dell'agenzia era di distribuire notizie, film e pubblicità e di trasmettere per radio in America Latina per contrastare la propaganda italiana e tedesca. L'OCIAA divenne una grande agenzia federale con un budget di $ 38 milioni entro il 1942 e 1.500 dipendenti entro il 1943.
Successivamente fu ribattezzato Ufficio degli affari inter-americani (OIAA) con poteri leggermente modificati dall'ordine esecutivo 9532 del 23 marzo 1945.

## Missione

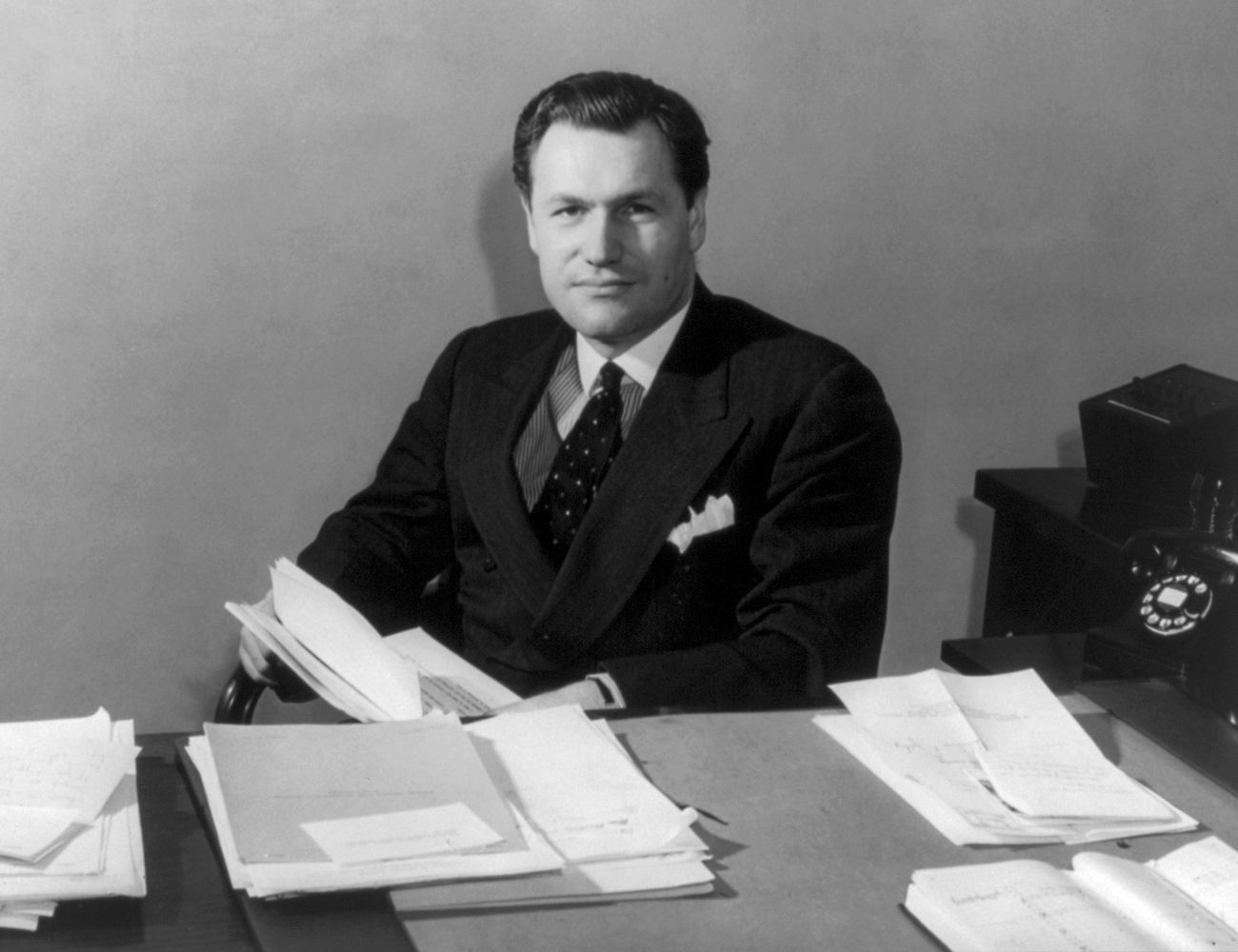
Nelson Rockefeller, Coordinatore degli Affari inter americani (1940)

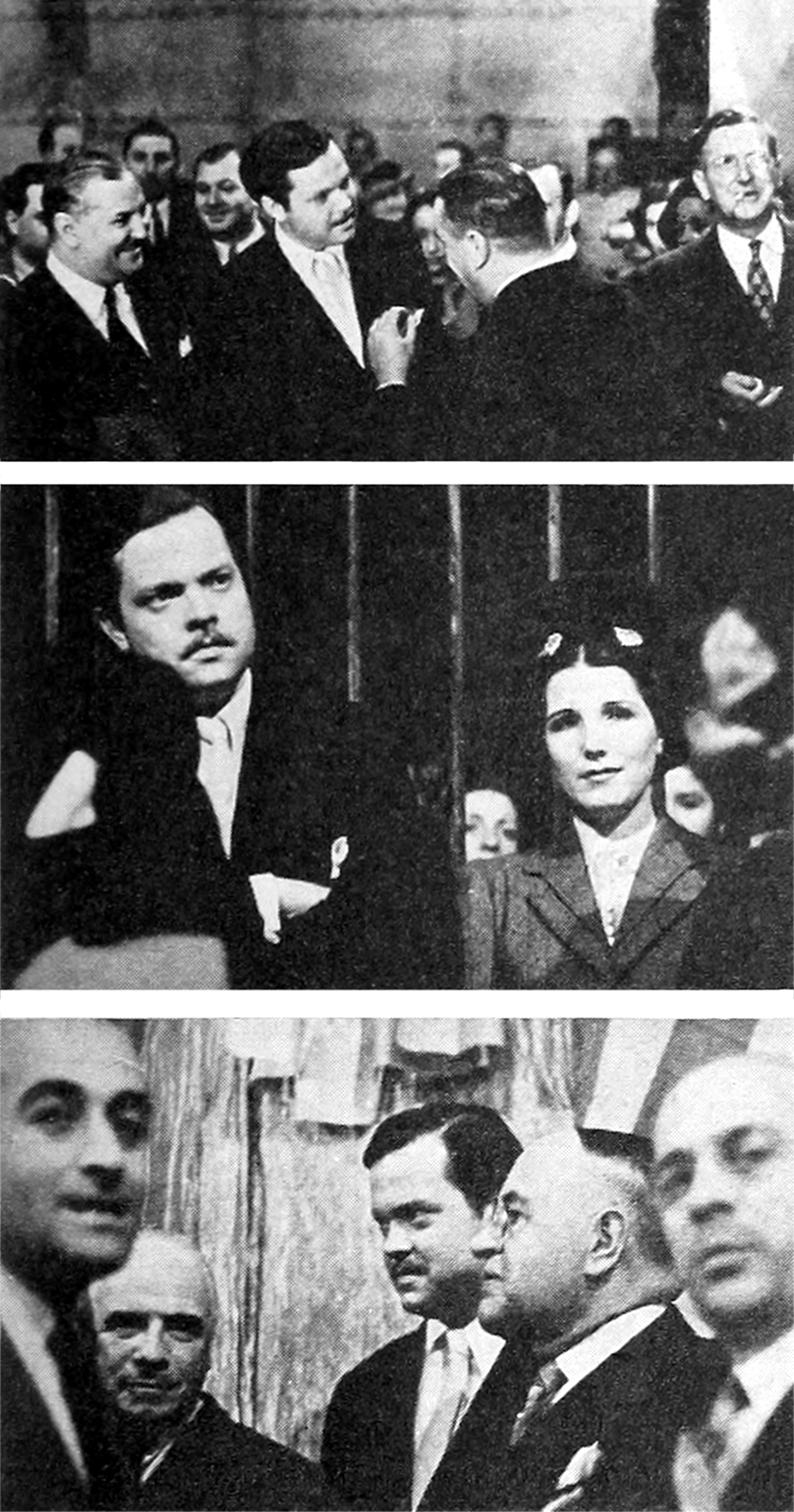
Come ambasciatore di buona volontà nel 1942 Orson Welles fece un tour con gli Estudios San Miguel a Buenos Aires, incontrando personalità cinematografiche argentine tra cui (nella foto centrale) l'attrice Libertad Lamarque.

L'ufficio del coordinatore degli affari inter-americani fu istituito nell'agosto del 1940 per ordine del Consiglio di difesa nazionale degli Stati Uniti e operò con fondi sia del governo sia del settore privato. Pag. 10–11 Con ordinanza esecutiva il 30 luglio 1941, il presidente Franklin D. Roosevelt istituì l'OCIAA all'interno dell'Ufficio per la gestione delle emergenze dell'Ufficio esecutivo del presidente, "per provvedere allo sviluppo di relazioni commerciali e culturali tra le repubbliche americane e quindi aumentare la solidarietà di questo emisfero e promuovendo lo spirito di cooperazione tra le Americhe nell'interesse della difesa dell'emisfero".
La missione dell'OCIAA era la diplomazia culturale, per promuovere la solidarietà emisferica e contrastare la crescente influenza delle potenze dell'Asse in America Latina. La divisione Motion Picture dell'OCIAA svolse un ruolo importante nel documentare la storia e dare forma alle opinioni delle nazioni alleate, in particolare dopo che gli Stati Uniti entrarono nella seconda guerra mondiale nel dicembre del 1941. Per sostenere lo sforzo bellico - e per lo sviluppo del proprio pubblico in tutta l'America Latina - gli studios di Hollywood collaborarono con il governo degli Stati Uniti su base no-profit, realizzando film e inserendo star e contenuti dell'America Latina nelle loro pubblicazioni commerciali. Pag. 10–11
Durante gli anni '40, anche la rete di trasmissioni radio CBS contribuì alle iniziative culturali dell'OCIAA istituendo la CBS Pan American Orchestra per mettere in mostra artisti di spicco del Nord e del Sud America nel suo programma Viva América. Tra i contributori c'erano anche Alfredo Antonini, Terig Tucci, John Serry Sr., Elsa Miranda (cantante portoricana), Eva Garza (vocalista messicano-americana), Nestor Mesta Chaires (tenore messicano), Juan Arvizu (tenore messicano) e Edmund A. Chester.
Gli artisti che lavorano in una varietà di discipline furono nominati ambasciatori di buona volontà in America Latina dall'OCIAA, che sponsorizzò anche una varietà di tour culturali. Un elenco selezionato comprende Misha Reznikoff e la fotoreporter Genevieve Naylor (Ottobre 1940–Maggio 1943); Bing Crosby (Agosto-Ottobre 1941); Walt Disney (Agosto-Ottobre 1941); Aaron Copland (Agosto–Dicembre 1941); George Balanchine e l'American Ballet Theatre (1941); Orson Welles (1942); Rita Hayworth (1942); Grace Moore (1943) e John Ford e Gregg Toland (1943). Pag. 245, aprile 2014

## Attività

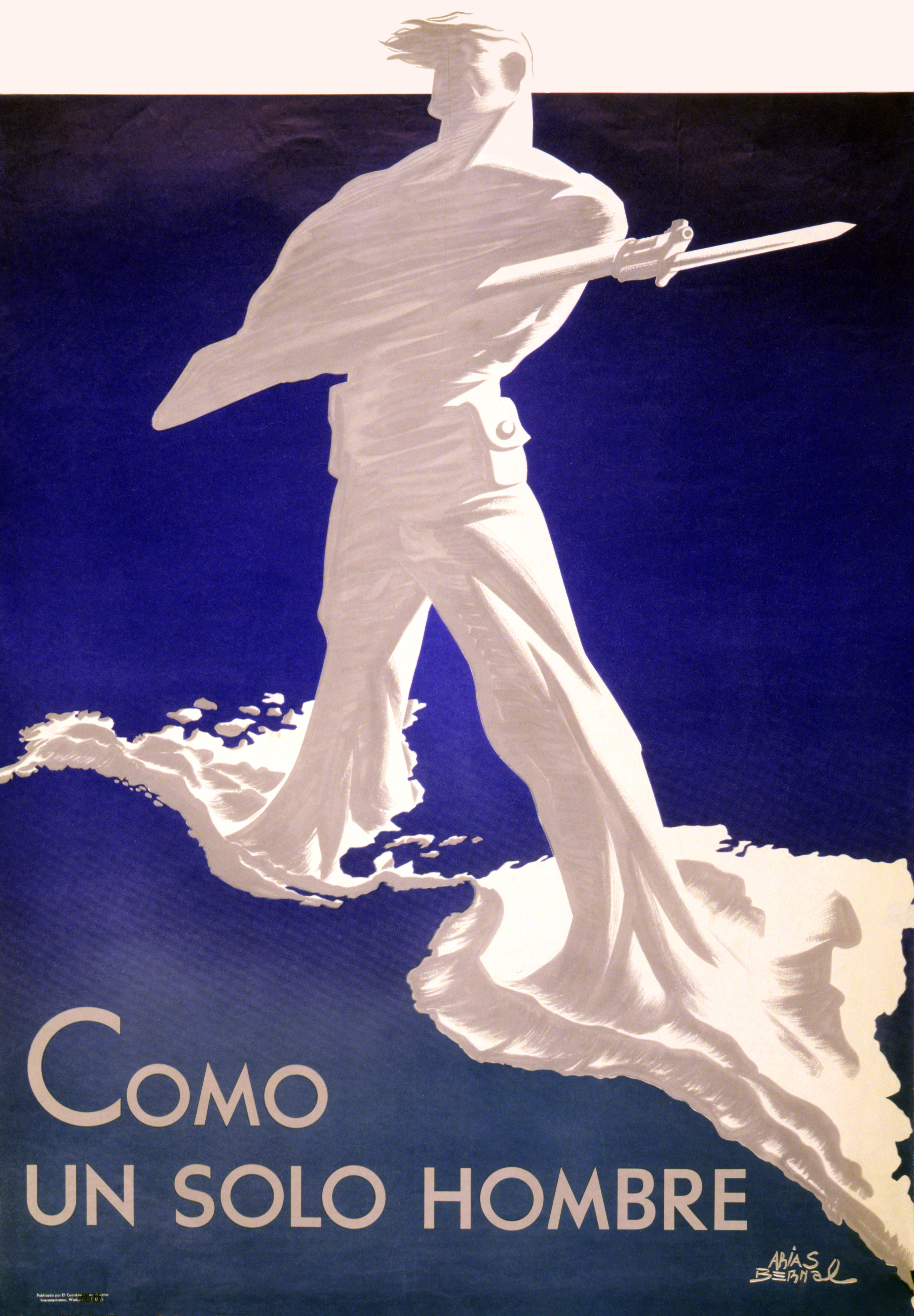
"Come un sol'uomo" — poster della OCIAA di Antonio Arias Bernal

All'inizio, una preoccupazione particolare dell'OCIAA era l'eliminazione dell'influenza tedesca in Sud America e quella delle altre Potenze dell'Asse. Le rotte commerciali verso l'Europa furono interrotte in seguito alla caduta della Francia nel giugno 1940, offrendo opportunità sia alla Germania che agli Stati Uniti. Allo stesso tempo, molti agenti o affiliati di imprese statunitensi operanti in America Latina erano solidali con le potenze dell'Asse europeo. L'ufficio incoraggiò un programma volontario di non cooperazione con aziende e individui percepiti come anti-americani. A tal fine collaborò segretamente con la British Security Coordination di New York. Sebbene isolata in Europa, la Gran Bretagna mantenne una vasta rete di intelligence in America Latina e fu felice di minare gli sforzi commerciali della Germania oltreoceano identificando simpatizzanti e agenti. Attraverso questi sforzi, gli esportatori statunitensi furono incoraggiati a lasciare cadere oltre un migliaio di contratti in Sud America durante la prima metà del 1941.
L'ufficio era interessato anche all'opinione pubblica in America Latina. Tradusse e diffuse i discorsi più importanti del presidente Roosevelt e distribuì materiale pro-U.S. ai sindacati rappresentativi della regione. Effettuò sondaggi di ricerca nel pubblico e incoraggiò le emittenti radiofoniche che si rivolgevano a queste regioni a migliorare la qualità della loro programmazione. Al fine di scoraggiare i punti di vista opposti, creò una "Lista proclamata", una lista nera dei giornali e delle stazioni radio possedute o influenzate dalle potenze dell'Asse. Le imprese latinoamericane che intendevano fare affari con l'America erano scoraggiate dal trattare con queste stazioni. Furono anche utilizzati incentivi fiscali: la spesa da parte delle imprese americane per la trasmissione a onde lunghe senza fini di lucro verso l'America Latina avrebbe potuto essere detratta dai pagamenti delle imposte sul reddito. Allo stesso modo, la spesa per la pubblicità approvata in America Latina diventò deducibile dalle imposte sul reddito delle società.
Walt Disney e un gruppo di animatori erano stati inviati in Sud America nel 1941 dal Dipartimento di Stato degli Stati Uniti come parte della sua politica di buon vicinato e furono garantiti finanziamenti per il film risultante, Saludos Amigos. Nel 1944 William Benton, editore della Encyclopædia Britannica, aveva intrapreso negoziazioni infruttuose con la Disney per fare da sei a dodici film educativi all'anno. Alla Disney fu chiesto di realizzare un film educativo sul bacino amazzonico e ne risultò il cortometraggio animato del 1944, The Amazon Awakens.

## Dopoguerra
Con un ordine esecutivo del 31 agosto 1945, le attività informative dell'Ufficio per gli affari inter-americani furono trasferite al Dipartimento di Stato. Divenne noto come Ufficio per gli affari inter-americani. Con un ordine esecutivo del 10 aprile 1946, l'Ufficio fu abolito e le sue restanti funzioni e responsabilità furono trasferite al Dipartimento di Stato.

## Personale
- Nelson Rockefeller, Coordinatore dell'Ufficio per il coordinamento delle relazioni commerciali e culturali tra le repubbliche americane e Coordinatore degli affari inter-americani (1940-44)
- Wallace Harrison, direttore dell'Ufficio per gli affari inter-americani (1945-46)

## Penetrazione sovietica
L'intelligence sovietica si infiltrò nell'Ufficio del coordinatore degli affari inter-americani durante la seconda guerra mondiale. Il nome in codice dell'agenzia dell'intelligence sovietica e nel progetto Venona è "Cabaret". Pag. 200 Questi cittadini americani erano dipendenti dell'OCIAA e impegnati in spionaggio per conto dell'Unione Sovietica:
- Marion Davis Berdecio[27] Pag. 201, 346
- Jack Fahy[27] Pag. 187
- Joseph Gregg[27] Pag. 111, 114
- Helen Grace Scott Keenan[27] Pag. 204
- Robert Talbott Miller[27] Pag. 111, 114
- Willard Zerbe Park[27] Pag. 101